# Quatre Pei
 (septembre 2017).
Si vous disposez d'ouvrages ou d'articles de référence ou si vous connaissez des sites web de qualité traitant du thème abordé ici, merci de compléter l'article en donnant les références utiles à sa vérifiabilité et en les liant à la section « Notes et références ».
Les Quatre Pei (四配), ou Quatre Sages, sont les quatre philosophes confucéens qui ont le plus contribué, par leurs actions, leurs enseignements, leur vertu, à promouvoir le confucianisme. On considère que leur sagesse est presque équivalente à celui du Maître.
Ce sont Yan Hui, Zengzi, Zi Si et Mencius.
Zeng Zi et Zi Si sont les auteurs (ou contributeurs essentiels) supposés de la Grande étude et Zi de l'Invariable milieu, deux des quatre ouvrages de référence du confucianisme depuis les Song. Les deux autres sont le Lun Yu (Entretiens de Confucius) et le livre de Mencius.
Yan Hui est considéré par Confucius comme son meilleur disciple.